# Principi copernicà

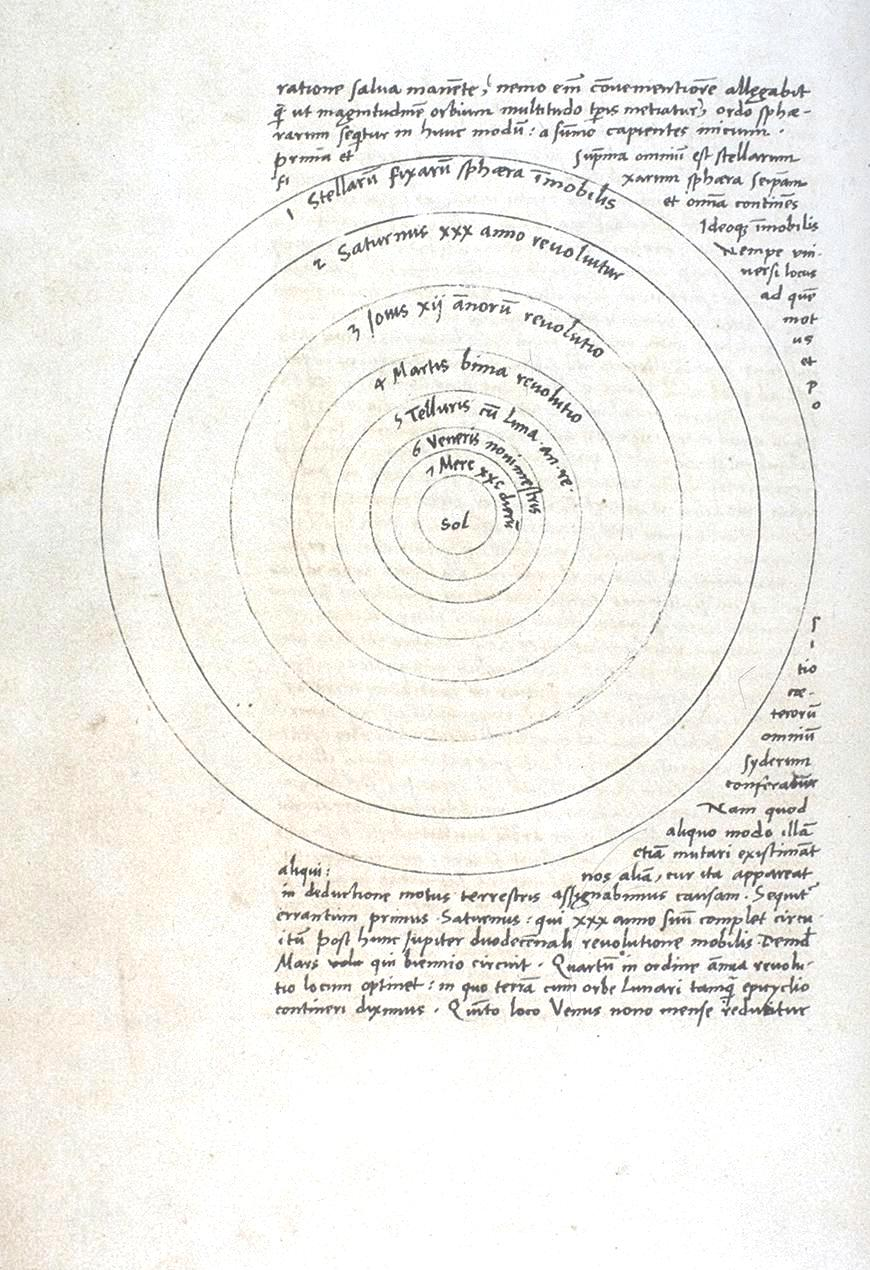
A De Revolutionibus Orbium Coelestium Copèrnic exposa un model d'univers en el qual la Terra no és al centre, sinó que hi ha el Sol, que roman immòbil.

El Principi copernicà en cosmologia, així anomenat després que Copèrnic, establís que la Terra no està en una posició central especialment afavorida. Més recentment aquest principi es generalitza dins la Teoria de la relativitat en la concepció que els humans no són els observadors privilegiats de l'univers. En aquest sentit és equivalent al Principi de la mediocritat, amb significatives implicacions en la filosofia de la ciència.
Des de la dècada de 1990 el terme ha estat usat intercanviablement amb el del Mètode de Copèrnic per J. Richard Gott en una generalització de l'argument Doomsday.